# Томас Липтон
Сер Томас Џонстон Липтон (енгл. Sir Thomas Johnstone Lipton; Глазгов, 10. мај 1850 — Лондон, 2. октобар 1931) јест био шкотско-ирски трговац, власник плантажа чаја на Цејлону, мултимилијардер, филантроп и страствени једриличар.
Рођен је у Глазгову, гдје су се његови родитељи населили након што је морао да напусти Ирску. Као младић је напустио Шкотску и отишао у САД гдје је провео неколико година радећи разне послове. По повратку у Шкотску помагао је родитељима у породичној трговини, али ускоро отвара своју прву продавницу. Примјенивши знања која је стекао у САД, посебно начин рекламирања, убрзо је проширио посао, а временом број његових продавница је премашио број од три стотине чиме је стекао велико богатство. Предузетничког духа, одлучио је да уђе посао са чајем који је тад био скуп и недоступан за већину становништва у Великој Британији. Купивши неколико плантажа на Цејлону започео је производњу чаја. На овај начин је заобишао препродавце и чај учинио јефтинијим и доступнијим ширим слојевима друштва. Посао са чајем је увећао његово богатство. Захваљујући богатству и хуманости ушао је у елитне кругове друштва тадашње Енглеске, али и знаменитих личности из цијелог свијета. По избијању Првог свјетског рата Липтон је помагао ратне напоре своје земље, али је и помагао рад бројних хуманитарних организација и медицинских мисија. У Србију, захваћену тифусом долази 1915. године и допремајући велику количину хуманитарне помоћи. Са њим долазе и љекари, али и новинари и сниматељи. Липтонов боравак у Србији је помогао да се јавност у земљама савезницама информише о катастрофалном стању у Србији.
Богатство које је стекао омогућило му је да се посвети јахтама. Пет пута је покушавао да освоји Куп Америке. Иако у својим настојањима никад није успио, његова упорност и спортски дух донијели су му симпатије у САД, али и широм свијета. Поред тога био је покровитељ бројних такмичења не само у једриличарству него и у другим спортовима. Организовао је и прво, незванично, Свјетско првенство у фудбалу. Преминуо је 1931. у Глазгову. Своју имовину завјештао је бројним институцијама за бригу о сиромашним или старим лицима.

## Биографија
Сер Томас Липтон је рођен 10. маја 1850. у улици Краун, насеље Горбалс у Глазгову. Томас је био најмлађе дијете и једино које је преживјело дјетињство, његова два брата и двије сестре су умрли млади (Џон 1838 — 17. август 1857; Кристофер 1840—1840; Мери Ан 1842 — 26. јануар 1844. и Френсис 1844 — 25. новембар 1848). Његови родитељи Томас старији и Франсис (вјенчали су се 17. марта 1857) емигрирали су четрдесетих година 19. вијека у Шкотску из Шненон Мајлса код Клонеса у Сјеверној Ирској. Основно образовање стекао је у парохијској школи "Свети Андреј". Школовање је напустио новембра 1860. и убрзо почео да ради како би помогао своје сиромашне родитеље, који су у то вријеме имали продавницу. Према неким тврдњама у овом дијелу свог живота Липтон је постао члан уличне банде познате под називом "Crown Street Clan". Запослио се као потрчко код локалног штампара, да би убрзо постао шегрт код локалног кројача. Немирног духа убрзо напушта и овај посао да би се запослио као послужитељ на пароброду који је саобраћао на линији између Глазгова и Белфаста. Тврдио је да никад није био срећнији него у тој атмосфери бродова, чамаца и морнара. Иако се кратко задржао на овом послу његова љубав према води и чамцима трајала је цијели живот. Слушајући приче морнара, заинтересовао се за САД. Од уштеђевине је купио карту и отпловио преко Атлантика, гдје је наредних пет година провео путујући по САД и бавећи се разним пословима: био је трговачки путник у Њу Орлеансу, рачуновођа на плантажама дувана и риже у Вирџинији и Јужној Каролини, земљорадник у Њу Џерсију, и коначно као трговачки помоћник у једној продавници у Њујорку. Боравак у САД му је омогућио да усвоји знања у вези финансијског пословања и одабере амерички начин рекламирања и продаје.
У прољеће 1869. доноси изненађујућу одлуку да се врати у Шкотску. И то управо у вријеме када је већина бродова који су прелазили Атлантик превозила емигранте у Америку. У прво вријеме радио је код родитеља, али је већ наредне године отворио сопствену продавницу у Глазгову и назвао је "Липтонов маркет". Његова продавница је била тако јако освијетљена, да је ноћу била прави свјетионик на улици. Роба је била складиштена на начин како се то радило у САД, не ради практичности, већ у циљу привлачења пажње купаца. Осим тога, Липтон је користио технику продаје коју је научио од мајке. Умјесто да тргује са посредницима на пијацама, производе је набављао директно од ирских фармера. Била је то само прва у низу продавница. Разборито вођено предузеће било је толико успјешно да је Липтон убрзо посједовао ланац продавница широм града, потом широм Шкотске, а на крају и широм Велике Британије. Започео је и посао са клаоницама у САД, али је напустио крајем осамдесетих година. У тридесетој години постао је мултимилионер, али је и даље с поносом причао да је одрастао у седмочланој породици у малом стану са две собе.
Након смрти родитеља (обоје су преминули 1889, у распону од неколико мјесеци) Липтон одлучује да се из родног Глазгова пресели у Лондон. Пошто је био јако везан за родитеље, посебно за мајку, доста времена је трошио путујући возом на релацији Глазгов—Лондон—Глазгов. Купио је велику комфорну кућу у Осиџу, жупа Саутхгејт, округ Мидлсекс на имању од шездесет хектара. Уживао је да забавља пријатеље и пословне партнере, а једном годишње је организовао дан спорта и забаве за своје канцеларијско особље. Богатство га је увело у сам врх тадашњег викторијанског друштва. Парну јахту Егуза, носивости 1240 тона, купио је 1898, коју је преименовао у Ерин (у част свог ирског поријекла). На њој је приређивао раскошне забаве, а међу гостима су били чланови краљевских породица, пословни тајкуни, познате личности и политичари, између осталих и чланови британске краљевске породице, предсједник САД Теодор Рузвелт, њемачки кајзер Вилхелм II, Томас Алва Едисон, Гуљелмо Маркони. Августа 1909. међу бројним званицама на јахти били су Џон Фицџералд и његова ћерка Роуз Фицџералд. Липтон је своје бродске забаве схватао толико озбиљно да је брод имао свој властити порцелански прибор. На шољама за чај налазили су се двије укрштене заставе са симболима који су подсјећали на Ирску, харфу и дјетелину. На транспаренту испод писало је "Ерин", а изнад застава слова "С.Ј" (S.Y. - steam yacht) за парну јахту. Ова парна јахта била је једна од најлуксузнијих у свом времену. Чланак у новинама Ивнинг телеграм (Evening Telegram) из Сент Џонса јахту назива "минијатурном плутајућом палатом" која је имала "комплетан вински подрум на броду, опскрбљен са 5.000 боца вина". На својој јахти, Липтон је имао дуга путовања, путујући чак до Цејлона гдје су се налазиле његове плантаже чаја. Избијањем Првог светског рата "Ерин" је пренамијењен у болнички брод, а затим је преименован у Егуза док је служио као наоружани патролни брод прије него што је ударио у мину и потонуо 1916.
Љубав према јахтама приближила га је високом друштву гдје су му пријатељи постали Едвард VII, а затим и Џорџ V. Био је чест гост Бакингемске палате. Његова популарност проширила се и на САД, гдје се дружио се са бројним познатим личностима са Вол Стрита, Холивуда, Вашингтона, Њујорка, а посјећивао је и предсједника Рузвелта у Бијелој кући. Када је 1897. у част дијамантског јубилеја краљице Викторије, Александра, принцеза од Велса у прилично кратком року организовала добротворну вечеру на којој је циљ био да се прикупи 30 хиљада фунти за помоћ сиромашнима Лондона управо је Липтон био тај који ју је, донацијом од 25. 000 фунти, спасио од фијаска. Наиме, сама акција није имала великог одјека, тако да је само недељу дана прије овог догађаја прикупљено свега 5 хиљада фунти. Анонимна донација створила је велике спекулације у новинама, а још већи публицитет када је два дана касније откривен идентитет дародавца. Његова великодушност донијела му је наклоност будућег краља и краљице. Са принцезом Александром је радио на оснивању труста које би сиромашним грађанима Лондона омогућавало оброке по повољним цијенама. Када се 1902. током фудбалске утакмице на стадиону Иброкс Парк у Глазгову урушила трибина сер Липтон је одмах послао новчану помоћ породицама жртава. Краљ Едвард VII га је марта 1901. прогласио за команданта витешког реда краљице Викторије, а наредне године 24. јула 1902. добио је титулу барона од Осиџа. Постављен је и за почасног пуковника у Шестом добровољачком батаљону Хајландске лаке пешадије, као и за поручника града Лондона као репрезент краља. Због доприноса италијанском фудбалу одликован је 1909. Орденом италијанске круне. Ипак њему најдража награда му је била "Слобода Града" коју му је градско вијеће Глазгова додијелило 1923. Липтон је био инициран у масонерију као припадник Шкотске ложе бр.178 у Глазгову.
Под притиском јавности Липтон 1898. пристаје да његово пословно предузеће постане предузеће са ограниченом одговорношћу. Ово је изазвало велико интересовање за акцијама, толике да је полиција у Националној банци Шкотске морала да регулише гужве. Већ 2. јуна исте године Липтон је одржао свој први скуп акционара. Тридесет година након отварања своје прве продавнице Липтон је морао да одговара још неком осим себи. Као јавно предузеће "Липтон" је континуирано напредовао увећавајући промет и дивиденде. Ситуација се промијенила током двадесетих година 20. вијека. када и друге компаније, попут Home and Colonial Stores и Ван ден Брегс, јачају и постају конкуренција. Када је Ван ден Брегс постао власник 25 % акција "Липтон" компаније, Томас Липтон се повукао из активног управљања предузећем. Након што је Сер Џон Фергусон преузео управљање компанијом, Липтон се одрекао и титуле почасног предсједника компаније, и своје акције продао (претпоставља се за милион фунти) млијечној компанији Meadow Dairy (која је била дио Home and Colonial Stores). Задржао је акције само у својој америчкој компанији Thomas J. Lipton Inc као и на плантажама чаја у Цејлону.

## Рекламирање
Схватајући неопходност рекламирања за успјешност пословања и стварање препознатљивог бренда Липтон није штедио новац. Ангажовао је изузетно талентованог карикатуристу Вилијема Локхарта, једног од водећих цртача тог времена за производњу седмичних плаката. Једна од најпознатијих карикатура приказује разговор између фино обученог господина и типично обученог Ирца уплаканих очију, са врећом пребаченом преко рамена из које вири свиња. У опису слике стоји: „Шта је са свињом, Пат?” док Ирац одговора: „Господине, оно је сироче, па га из сажаљења водим у Липтон!” Након ове карикатуре Липтон је купио свиње на пијаци, за репове им привезао шарене траке, и са транспарентом на којем је писало „Липтонова сирочад” возао их по граду. Сваког дана су до његове продавнице свиње возили другим путем и на тај начин привлачили нове муштерије.
Отварање сваке нове продаваонице „Липтон” био је повод за новинске рекламе, постере и параде. Загонетни билборди и леци по цијелом граду су најављивали да долази „Липтон”. На сваком отварању нове продавнице појављивао би се и сам Липтон који би првим купцима нудио награде. Користио се разним триковима да би привукао пажњу купаца попут скулптура направљених од путера које су биле изложене у излозима радњи. Децембра 1891. Липтон је најавио да ће из Њујорка увести највећи сир на свијету. Наводно је 800 крава мужено током шест дана, а за израду овог сира било је ангажовано 200 мљекара. Улице су биле испуњене знатижељним посматрачима који су клицали и поздрављали сир на његовом путу за нову продавницу. Сир је распродат само два сата након отварања продавнице. Ови џиновски сиреви постали су редовна предбожићна атракција у Британији. Наводно је управник продавнице у Нотингему ангажовао слона из оближњег циркуса да би превезао један од ових џиновских сирева. Један такав сир, чија тежина не би била испод пет тона, је 1887. понудио и Краљици Викторији, али је уљудно одбијен. Касније у животу, често је истицао да је једина политика, коју је имао, била отварање по једне радње сваке недеље. Увијек у потрази за пословним приликама наредна му је дошла у облику животне намирнице која и дан данас остаје повезана са његовим именом — чај.

## „Краљ” чаја
Иако је Липтоново пословно царство у то вријеме обухватало три стотине продавница, 1888. одлучује да уђе на тржиште чаја. У то вријеме цијена чаја је већ била почела да опада, док је потражња за чајем почела да расте нарочито међу средњим слојем становништва. Сам чај је даље био прескуп за припаднике радничке класе. Прву чајџиницу отворио је 1890, у Глазгову, која је за неколико година постала позната и изван Шкотске. Није се задовољио само куповином сировог чаја са плантажа из Индије и Цејлона, његовом прерадом и продајом у Енглеској и по свијету. Направио је револуционарни потез: заобишао је посреднике на лондонском Минсинг-Лејну, тадашњем средишту чајне и зачинске трговине у Британском царству, и почео је да подиже сопствене плантаже на Цејлону. Маја 1890. Липтон путује у Цејлон како би купио своју прву плантажу чаја. На руку му је ишло што је претходних година опала производња кафе, а самим тим пала је и цијена плантажа. У кратком року постао је власник пет плантажа. Градећи плантаже чаја на Цејлону, смањио је и удаљеност (јер је традиционално Кина била земља гдје се производио чај) што је такође утицало и на продајну цијену чаја. Убрзо је организовао сопствени превоз чаја у Енглеску, отворио велики број чајџиница у Лондону, потом широм земље. На тај начин контролисао је цијели ланац, од производње чаја на плантажама, преко превоза и прераде, до продаје и сервирања у чајџиницама, које су носиле његово име. Многи су мислили да неће привући произвођаче чаја, али им је Липтон плаћао дупло више од других, тако да их је већина убрзо почела радити за њега.
Све ово му је омогућило да чај продаје по невјероватно ниским цијенама које је могла да приушти чак и радничка класа, што је било практично нетакнуто тржиште до тог тренутка. Заобилажење посредника донијело му је још једну предност. Наиме, куповина преко посредника често је имала за посљедицу да квалитет чаја није био поуздан. Липтону је властита производња чаја омогућила да први стандардизује мјешавине и пакује на начин да чај увијек буде свјеж и да има исти укус, а нови рекламни слоган био је „Директно из чајног врта до вашег чајника”. Марке чаја биле су направљене специјално за крај у којем се продавао, тако да га је могао рекламирати као „савршен чај који одговара води у вашем граду”. Ни његових три стотине продавница није успјевало да задовољи потражњу па је чај продаван и у другим продавницама. Чајна марка коју је утемељио, „Липтон”, и дан-данас је једна од најпознатијих у свијету. Занимљиво је да је први почео да пакује чај у филтер кесице, које су и данас у употреби. Поред плантажа чаја, Липтон се проширио и на имања за узгој кафе и какаоа, воћним фармама у Кенту, фабрикама за паковање у Чикагу, продавницама за продају меса, пекарама и продавницама вина.

## Први свјетски рат и боравак у Србији
Избијањем Првог свјетског рата Липтон је своју флоту бродова ставио на располагање британској морнарици и британском Црвеном крсту за превоз рањеника и медицинског особља као и за транспорт медицинских средстава. До овога је дошло када је на једном састанку Болнице шкотских жена и других хуманитарних организација, др Елси Инглис рекла: „Да за пријатеља имам Томаса Липтона, лако бих ријешила проблем транспорта санитетског материјала!” Случајно присутан на том скупу, сер Липтон је одговорио из сале: „Да, Липтон је ваш пријатељ”! Тако су његове јахте, кренуле опасним водама Медитерана ка Марсељу и Солуну. Његове јахте су биле на услузи Црвеном крсту, Болници шкотских жена, Српском потпорном фонду итд. Финансирао је хуманитарне мисије које су по САД, Канади, Аустралији, Новом Зеланду и Индији промовисале савезничку борбу и потребу помагања војницима и ратним болницама. На располагање је ставио и своју луксузну јахту „Ерин”, коју је опремио као болнички брод и дао га на употребу британском Црвеном крсту. Помагао је организације медицинских волонтера који су били ангажовани широм свијета.
У Србију током зиме 1914—1915. и прољећа 1915. долазе британске медицинске мисије да помогну у сузбијању епидемије пјегавог тифуса која је узроковала велике жртве, посебно међу цивилима. На врхунцу епидемије, сер Томас Липтон одлучио је да посјети Србију. Његова јахта „Ерин” испловила је 18. јануара 1915. и на палуби носила неколико моторизованих амбулантних кола и камиона, а у потпалубљу 60 тона медицинских залиха и одјеће. У Марсељу се укрцало петоро љекара, 15 медицинских сестара и шесторо санитетских радника, а у Солун су стигли 11. фебруара и пут наставили жељезницом. У Солуну су га сачекали представници српске владе. Током боравка у Србији посјетио је болнице и британске медицинске мисије које су се налазиле у Београду, Крагујевцу, Нишу, Врњачкој Бањи, Скопљу и Ђевђелији. Са Липтоном је у Србију допутовао и чувени амерички фотограф Аријел Верџес, као и четири британска камермана и новинара тако да је ово путовање било јако добро документовано.
Приликом посјете Врњачкој бањи, која је имала седам болница и која је била прво мјесто у Србији у којем је епидемија пјегавог тифуса заустављена, Липтон је стизао да обиђе обољеле, охрабри њихове љекаре и медицинске сестре. Болничарка Елси Корбет која је радила у саставу Беријеве мисије у Врњачкој Бањи овако је писала о посјети сер Томаса Липтона: „Липтон се понашао срдачно и ненаметљиво. Посјетио је манастир Жичу, упознао мноштво људи, заволио народ, музику и храну, дивио се воћњацима, ливадама пуним лековитог биља, природним љепотама Врњачке Бање и Србије. Био је изненађен да даме из најугледнијих породица помажу у привременим болницама, а многе жене, чији су мужеви на фронту, раде на пољима, како би прехраниле породицу.” Нашао је времена да учествује у берби купина и риболову. Током посјете је инсистирао на скромном смештају и тражио да једе оно што су јели и обични људи у ратним условима. Остале су бројне заједничке фотографије са српским официрима и војницима у веселом расположењу. Због своје храбрости, скромности и хуманости брзо је постао популаран у српском народу. Срби су га од милоште звали „Чика Тома”
О његовој посети Крагујевцу, остала су сећања др Кетрин Мекфејл, земљакиње из Глазгова. „Липтонова посета Крагујевцу је била догађај дана, јер је он већ био врло позната личност”. Пријем у његову част приређен је у трпезарији Милошевог конака, гдје је привремено био смештен војни штаб. Када је сер Липтон ушао у салу, оркестар краљеве гарде га је поздравио гласним тушем. Том приликом био је гост престолонасљедника Александра I Карађорђевића, а срео се и с пуковником Напијером, британским аташеом у Србији. У Нишу се Томас Липтон упознао с Николом Пашићем, др Војиславом Суботићем, брачним паром Мејбел и Славком Грујићем, бројним српским официрима, чланицама женских друштава, које су радиле као добровољне болничарке. Српска влада га је одликовала Орденом Светог Саве, а у Нишу је проглашен за почасног грађанина. Након тога одлази у Београд гдје га је поздравио пуковник Душан Туфегџић. Липтон је том приликом обишао болнице и медицинске мисије. У Београду га је поново примио престолонасљедник Александар. Заједно са Липтоном престолонасљедника је посјетио и Верџес који је том приликом поклонио савремену филмску опрему. Током те прве посјете двору, Београд се нашао под јаком паљбом аустроугарске артиљерије. Бомба је пала на 200 метара удаљености од њих. И док је Липтон кренуо ка оближњем вагону да се склони, а Верџес је ушао у двор, престолонасљедник Александар је по свједочењу Верџеса кренуо у помоћ рањенима. Градоначелник Београда га је наредни дан позвао на вечеру коју је организовао принц Павле Карађорђевић. Прије тога Липтон је посјетио психијатријску болницу коју је водио доктор Душан Стојимировић. Послијеподне док је Липтон вршио обилазак јединица на фронту, гранате су скоро разнијеле ауто у којем је Липтон путовао.

Поред помоћи коју је доставио Србији, овај човјек је свакодневно слао апеле преко штампе британском народу да помогне српском народу. Тако је из Ниша послао апел за помоћ српском народу: 
„Тифус дивља Србијом и, ако се не пошаље хитна помоћ, смртност ће достићи ужасне бројке. Тифус је заразна болест, која се преноси вашима, а она се лако развија у прљавштини. Нема довољно простора за смјештај болесних и они сви леже заједно на гомили прљаве сламе. Многи нису промијенили своју одјећу и по шест мјесеци, па због тога лична хигијена, која је апсолутно важна у контроли болести, је немогућа. Они немају одговарајућу исхрану, јер је нема на тржишту, нити има пара да се купи ако се нађе. Љекари обично раде само недељу-две, пре него што оболе од тифуса, пошто немају начина да се сами заштите. Они се добровољно јављају да раде у болницама, упркос сазнању да је смртност већа од 50 посто. Баш као што је пожар успео да заустави помор у Лондону, тако су потребни пожари да очисте Србију од тифуса. Инфициране куће и одећа обољелих морају да се спале, јер болест се преноси вашима које су посвуда”

У Србији је боравио мјесец дана. Гдје год да је боравио био је почаствован невјероватним демонстрацијама наклоности и њему лично. По повратку у домовину, сер Липтон је слао дописе многим фондовима, хуманитарним организацијама и новинама и у њима апеловао на прикупљање помоћи Србији. Свој најпознатији апел објавио је у „Дејли Телеграфу” 24. марта 1915. у којем између осталог пише: 
Колико хиљада оваквих случајева постоји, не могу да кажем, јер тачне цифре нису утврђене. Госпођа Харди, која је задужена за једну стару болницу у Крагујевцу, рекла ми је да су људи обољели од тифуса из дана у дан довођени до врата гдје су остављани да умру јер унутра више није било мјеста. Помножите ово са хиљаду случајева и имаћете слику каква је ситуација у Србији данас. Ову земљу је напала болест како мислим да ниједна земља никад раније није била нападнута и биће јој потребна сва хуманост човјечанства да се носи с тим. Србија се борила у три рата да одбрани своју земљу, а њихови ресурси су сада напрегнути до крајности. Ниш, са нормалном популацијом од 15.000 до 20.000 сада има више од 100.000 људи. У том пренатрпаном граду има на хиљаде случајева оболелих од тифуса. У једном дану у Нишу је скоро 300 људи умрло од тифуса, а на гробљима више немају гдје да се сахрањују мртви. Кола пуна тифусара која вуку волови тумарају по улицама. Видео сам мушкарце бијеле у лицу који седе на тротоарима и тресу се од првих симптома болести, неспособни да се повуку у склониште. Посетио сам болнице од севера до југа и свуда сам пронашао пуно случајева тифуса. У неким болницама нису имали ни ћебад нити душеке; у другима су три или четири пацијента лежала на једном душеку.
 Канадски лист „The Toronto World” објавио је 15. априла 1915. текст под насловом „Србија почаствује енглеског посјетиоца”. Текст је написан 3. марта, почиње реченицом: „Нема земље на свијету у којој се Енглези више поштују, него што је то Србија” и даље даје детаљан опис боравка Липтона у Србији. Значај Липтонове посјете био је огроман. Он је привукао велику пажњу на услове у Србији, а резултат је била много већа спремност да се помогне Србији путем разних фондова. Бројни амерички љекари су кренули у Србију. Један од најпознатијих је свакако стручњак за тифус др Ричард Стронг. Липтон је учествовао у припремама мисије коју је водила Клер Стобарт. Група је кренула 1. априла 1915. На опроштају је био и сер Липтон који је испричао своје доживљаје из Србије као и тешкоће са којима се Срби носе.
Написао је и објавио брошуру „Страшна истина о Србији” (са додатком „Српска борба за слободу, романтична прича”), гдје је између осталог записао:
„Срео сам на сеоском путу много жртава, које су преслабе да дођу до болнице. Сакупљали су их и довозили воловским колима. Често је воловима управљала жена и деца, док је у колима муж или отац бунцао у грозници. Једва је преостало довољно људи, који не болују, како би могли да ископају гробове за мртве, чија тела леже изложена по гробовима… У неким болницама није било ни ћебади ни душека, док су у другима по три и четири пацијента спавали попречно на једној сламарици. Поред свега тога, пацијенти се никад нису жалили. У једном болничком одељењу сам видео пацијента, који је и поред своје грознице дивно пјевао својим другарима. Ове страхоте захтевају хитну помоћ сваке врсте: шаторе, дрвене бараке, санитетски материјал, кревете и постељину, лекове и медицинску опрему, стерилизаторе за млијеко, а поврх свега љекаре и болничаре.”

Пријатељство са српском војском настављено је и након Албанске голготе када су га у његовом дому у Осиџу посјетили припадници српског официрског кора. Након завршетка рата наставио је да шаље помоћ сиромашнима и финансира подизање болница у Србији.

## Спортиста
Поред пословног успјеха, волио је спорт, посебно једриличарство. Још као дјечак у Глазгову гледао је бродове како плове, правио мале моделе бродова које је пуштао да плове. Уживао је да плови морима на својим јахтама, због тога је стално носио капетанску капу, по којој је постао препознатљив. Често је путовао у САД, гдје је чак у пет наврата учествовао на чувеној међународној једриличарској трци Куп Америке. Наступао је као члан Royal Ulster Yacht Club. Мада је дао све од себе да освоји трофеј, најпрестижнији у једриличарству, то му никад није пошло за руком. У свакој трци учествовао је са новим бродом који је сваки пут носио исти назив — Шамрок (тролисна дјетелина, симбол Ирске и Светог Патрика).
Упорност коју је показивао донијела му је симпатије и у САД па је на пословном плану биљежио успјехе. Након петог и, испоставиће се, последњег покушаја 1930, холивудски глумац Вил Роџерс започео је кампању, тражећи од америчке јавности да донира један долар за куповину златног „трофеја љубави” као својеврсно признање за Липтонову истрајност и спортско понашање. Укупно је прикупљено 16.000 долара, док су рудари из Јуте поклонили сребро за постамент трофеја, а драгуљарница "Тифани" је дизајнирала и израдила пехар. Пехар је, 15. децембра 1930. заједно са књигом приложника у којој су се налазиле и поруке подршке, Липтону уручио градоначелник Њујорка Џими Вокер. На пехару је било исписано: „Најгорем конструктору јахти на свијету, али апсолутно најсретнијем губитнику на свијету”. Поклопац пехара су красиле исклесане тролисне дјетелине и натпис: „У име стотина и хиљада Американаца и добронамјерника — Сер Томасу Липтону”
Смрт је прекинула његове припреме за шести поход на Куп Америке. Постхумно је 1993. примљен у Куп Америка — Кућу славних.
Поред једриличарства Липтон је био покровитељ и других спортова. Готово да није било спорта у Британији гдје Липтон није био покровитељ неког турнира. Организовао је два фудбалска турнира у Торину (Италија) 1909. и 1911, прва незванична првенства света, чијим је побједницима додељиван Трофеј сер Томаса Липтона. На првенство су позвани познати професионални клубови из Италије, Њемачке, Швајцарске и Енглеске. Сваку нацију је представљао по један клуб. Енглеска фудбалска асоцијација је одбила да учествује и да пошаље професионални клуб. Позван је аматерски клуб ФК Вест Окланд из Кантри Дурхама, који је 1909. освојио, а затим 1911. и одбранио титулу.
Такође, Аргентина и Уругвај су између 1905. и 1992. године двадесет девет пута играли Копа Липтон. Трофеј који је Липтон поклонио, израђен је у сребрнари у лондонској Риџент Стрит. Био је замишљен као годишње такмичење, а сав приход је ишао у добротворне сврхе. Такмичење је изгубило своју привлачност након успостављања Копа Америке (1916) и Свјетског првенства Од 1920, престало је бити годишње такмичење, а коначно је окончано 1992. Ово је најстарији међународни фудбалски трофеј. Осамнаест пута је куп освојила Аргентина, а једанаест пута Уругвај. Липтон је 1914. поклонио свом пријатељу Кон Рајлију из Винипега, Канада сребрени пехар величине 3 метра ради промовисања спортског веслања у овом крају. Од тада се веслачки клубови Међународног веслачког удружења сјеверозапада (NWIRA) сваке године боре за част да им се имена угравирају на Липтон куп. Удружење чине веслачки клубови из Канаде и САД.
- Шамрок I, 1899.
- Шамрок II, 1901.
- Шамрок I и Шамрок II, 1901.
- Шамрок III, 1903.
- Шамрок IV, 1919.
- Копа Липтон

## Приватни живот
Иако је у јавности гајио имиџ женскароша, а у новинама представљан као нежења и добра прилика то није било сасвим тачно. Липтон је 12. маја 1871. оженио Маргарет Макослан из Глазгова која је већ била у другом мјесецу трудноће са њиховим дјететом. Поступио је часно иако је он потицао из протестантске породице а она из римокатоличке. Овај брак је од почетка био осуђен на пропаст. Њихов син Томас рођен је исте године, али је након десет мјесеци, 6. новембра 1872. преминуо. Након годину дана, 15. септембра 1873. Маргарет је родила сина Вилијема. Брак је ускоро пропао, а Маргарет је са сином Вилијамом отишла, највјероватније за Канаду. Након њеног одласка започео је тридесет година дугу везу са Вилијамом Лавом. На новинарска питања о жени његовог живота одговарао је да се ни једна жена не може мјерити са његовом мајком. Након раскида са дугогодишњим партнером услиједили су и други мушки другови, укључујући и сироче са Крита са којим се Липтон срео током крстарења 1900. Био је близак пријатељ са Морисом Талвандом, самопроглашеним грофом де Монијем.

## Смрт и задужбина
Сер Томас Липтон преминуо је у сну у својој кући у Осиџу 2. октобра 1931. у 81. години. Сахрањен је у родном Глазгову, на локалном гробљу Јужна некропола поред својих родитеља. Хиљаде његових суграђана му је одало пошту у цркви Светог Ђорђа гдје је било изложено његово тијело, а огромне гужве су биле на улицама куда је пролазила посмртна колона. Према његовом тестаменту 80.000 фунти је искоришћено за оснивање Меморијалног фонда „Френсис Липтон” за сиромашне мајке и њихову дјецу. Колекције спортских трофеја и новинских исјечака о његовим спортским и пословним успјесима које је брижљиво скупљао данас чине дио фонда „Сер Томас Липтон” у библиотеци Мичел у Глазгову. Посебне износе оставио је болницама у Глазгову, својим слугама и пријатељима. Његова кућа у Осиџу, Лондон постала је меморијална болница „Сер Томас Липтон” за пензионисане медицинске сестре а у спомен на његову мајку. Остатак његовог имања је, након шест година, распродан од стране повјериоца а добијени новац је отишао у Липтонов фонд за сиромашне у Глазгову. До 1946. из овог фонда граду Глазгову је исплаћено 821.000 фунти. Бренд „Липтон” је данас у власништву компаније Унилевер.

## Признања
- Његов портрет се нашао на насловници „Тајма”[42]
- У Шри Ланци, некадашњем Цејлону, у близини мјеста Дамбатене изнад плантажа чаја налази се видиковац гдје је сер Липтон обичавао да сједи и ужива. Данас се ово мјесто зове по њему — Липтоново сједиште и чувена је туристичка дестинација. Ту је подигнута и бронзана статуа сер Томаса Липтона.[43]
- Липтон се спомиње у пјесми „Burlington Bertie from Bow” (1915).[44]
- Његова фигура у природној величини је изложена у Аустралијском поморском музеју, Мандурах, Западна Аустралија.
- Једна врста руже je названа по сер Томасу Липтону. Ову врсту руже др Валтер ван Флит добио укрштањем 1900.[45]
- Почасни члан „Bristol Yacht Club House” постао је 1904.[46]
- Једна улица у Граду Београду, општина Чукарица носи његово име.[47]
- Једна улица у Нишу названа је по њему[48]